# 伊麗莎白市之役

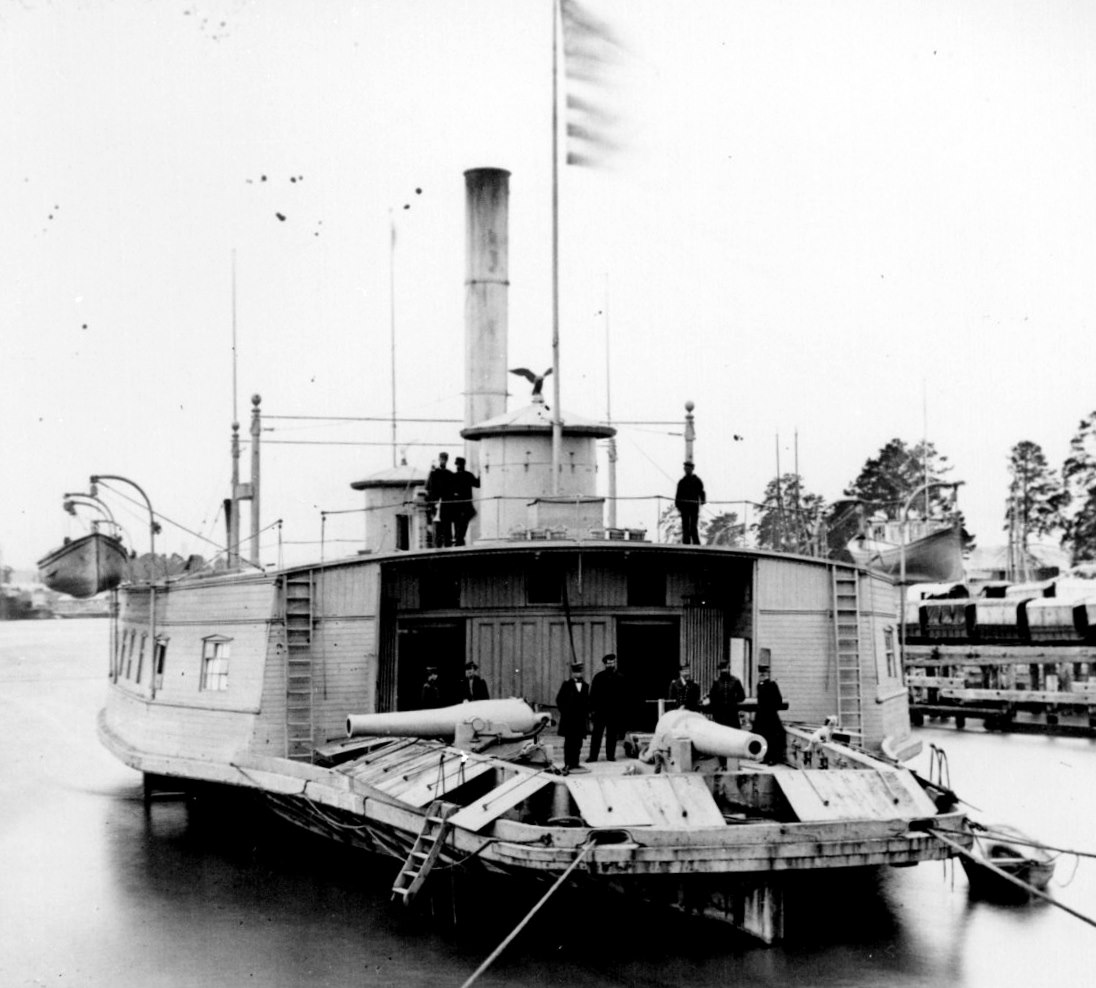
佩里准将的火炮，拍摄于1864年

伊麗莎白市之役於1862年2月10日發生在北卡羅來納的伊麗莎白市，是在早期南北戰爭中北軍將領柏恩賽德為遠征及控制卡羅來納而發動的第二場戰役。

## 戰事
柏恩賽德於2月8日率7,500人於羅諾克島之役得勝後，決定更快的向內陸推進，高茲伯羅就先派14艘戰艦到帕斯闊坦克河攻擊敵軍的6艘戰艦陣，北軍花了不到15分鐘就完成任務，然後擊沈敵艦2艘，另外2艘起火，最後1艘為北軍所奪，只有2艘逃之夭夭。於是柏恩賽德率小量步兵佔據了伊麗莎白市。北軍再次獲勝。

## 戰事結束
北軍傷亡人數為9，而南軍傷亡人數為12，另有34人被擒。